# Perú, la senda del terror
Perú, la senda del terror es un documental realizado por Vicente Romero en 1984 para En Portada, un programa de la Televisión Española. El documental relata la violencia del Partido Comunista del Perú-Sendero Luminoso (PCP-SL) y el accionar militar ante las acciones del PCP-SL.
El documental tiene una duración de 48 minutos. Es uno de los primeros documentales hechos desde el extranjero, siendo realizado meses después de la declaración de estado de emergencia en Ayacucho.